# Trigonospila braueri
Trigonospila braueri là một loài ruồi trong họ Tachinidae.